# Classe Changhua
La classe Changhua est une classe de patrouilleur de la garde côtière de Taïwan.

## Historique
La classe Changhua est affectée aux missions de patrouille garde-côtière.
Elle fait l'objet d'un contrat gouvernemental global destiné à soutenir l'économie de la manufacture militaro-industrielle nationale, comprenant, en plus des six patrouilleurs de classe Changhua, quatre patrouilleurs de 4 000 t et quinze navires de sauvetage de 100 t.
La fabrication est assurée par CSBC Corporation, sur son site de Keelung,.
Le premier exemplaire de cette classe de navire est officiellement livré le 16 novembre 2022 à la garde côtière de Taïwan.

## Caractéristiques
Les navires de classe Changhua, longs de 98,5 m et larges de 13,2 m, ont un déplacement à pleine charge de 2 167 tonnes pour un déplacement nominal de 1 000 tonnes. Ils peuvent naviguer à une vitesse maximale de 24 nœuds.
Comparé à la classe précédente de 1 000 tonnes, la classe Changhua est plus longue et plus large, et permet de mieux encaisser les vagues lors de la navigation.
Il permet de mener des missions de recherche et sauvetage nocturnes, et permet l'atterrissage d'hélicoptères. Il embarque également deux canots de sauvetage de sécurité.
Le navire est équipé de quatre canons à eau à haute pression d'une portée de 120 m dans le cadre de ses activités de patrouille d'une vitesse maximale de 35 nœuds.
La conception permet au navire d'être converti en navire de combat ; il intègre d'une tourelle télécommandée Zhenhai d'une capacité de 42 roquettes de 2,75 in développée par l'institut Chungshan des sciences et des technologies, d'une portée de 10 km, montée à la proue du navire.

## Liste des navires
- Changhua CG1001
- Taichung CG1002

Les navires sont baptisés du nom de localités taïwanaises, afin de souligner la « politique de l'administration consistant à construire des avions et des navires indigènes », ainsi que dans la suite de la tradition des derniers navires mis en service : les premiers portent ainsi le nom des villes de Changhua et Taichung.
Le numéro de coque étant traditionnellement lié à la valeur de déplacement, ici de 1 000 t, les premiers navires sont identifiés en tant que CG1001 et CG1002.

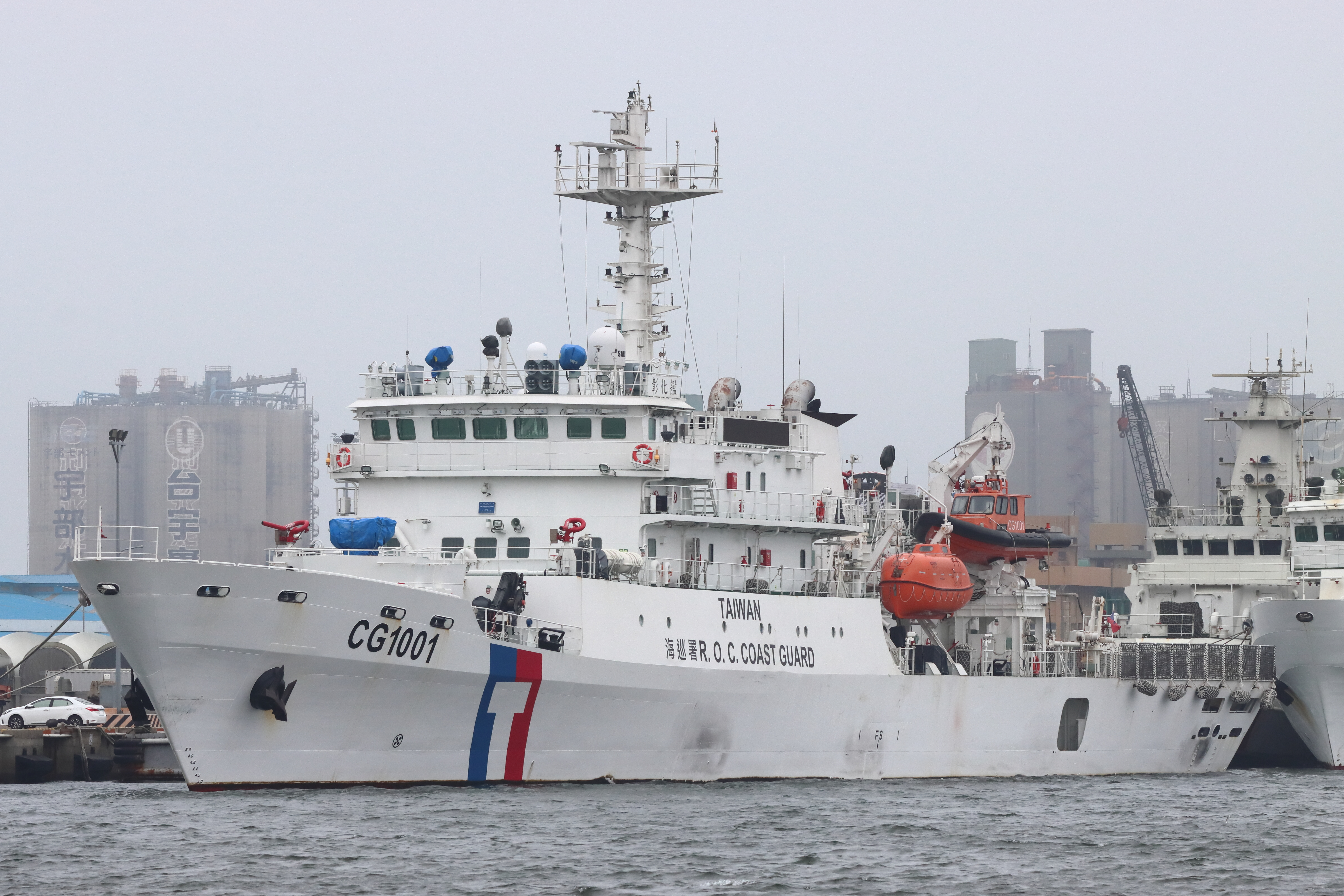
Changhua CG1001.